# Centro Nacional de Inteligencia
Pour les articles homonymes, voir CNI.
Le Centre national de renseignement (Centro Nacional de Inteligencia, CNI) est le service de renseignement et de contre-espionnage espagnol depuis le 6 mai 2002.
À la différence de la plupart des autres pays occidentaux, l'Espagne dispose d’un seul service pour le renseignement et le contre-espionnage.

## Histoire
Au XVe siècle, le roi Philippe II crée un réseau d'espions à travers toute l'Europe, grâce à l'or et l'argent rapportés des colonies d'Amérique. Au-delà des ambassadeurs eux-mêmes, des agents aux fonctions variées (artistes, religieux, esclaves, etc.) font circuler des messages codés qui remontent jusqu'au roi lui-même.
Le premier service de renseignement de l'Espagne moderne voit le jour en 1935 mais disparaît peu après sans jamais avoir pu agir, du fait de la Guerre civile espagnole. Il faut attendre les années 1960 et les révoltes étudiantes pour que soit créée l'Organisation contre-subversive nationale (Organización Contrasubversiva Nacional).
Quelques années plus tard, en 1972, le régime franquiste crée le Service central de documentation (Servicio Central de Documentación, SECED), qui fusionne avec le Service de renseignement du haut-État-major (Servicio de Información del Alto Estado Mayor, SIAEM) en 1975-1976 afin de fonder le Centre supérieur d'information de la Défense (Centro Superior de Información de la Defensa, CESID), qui constituera le service de renseignement et de contre-espionnage du régime démocratique pendant près de vingt-cinq ans.
La dernière réforme date d'une loi du 6 mai 2002, qui transforme le CESID en Centre national de renseignement (CNI).

## Objectifs
Le principal objectif du CNI est de fournir au gouvernement des informations pour prévenir et, le cas échéant, éviter tout risque ou menace qui affecterait l'indépendance et l'intégrité de l'Espagne, les intérêts nationaux ainsi que la stabilité de l'État de droit et de ses institutions. De plus, la loi dispose que les objectifs concrets du Centre seront définis annuellement en Conseil des ministres par un document secret, la directive de renseignement (Directiva de Inteligencia).

## Fonctionnement
Le CNI est organiquement dépendant du ministère de la Défense, mais jouit en réalité d'un régime d'autonomie fonctionnelle, que ce soit dans son organisation interne, la gestion de son budget ou de son personnel.
Administrativement, le Centre national de renseignement est une direction dont le titulaire a rang de secrétaire d'État. Le directeur du CNI est nommé par décret royal pris en Conseil des ministres sur proposition du ministre de la Défense pour un mandat de cinq ans.
Ses effectifs en 2008 étaient d'environ 2 250 agents. En 2009, son budget s’élevait à 255 millions d’euros. Il opère dans plus de 80 pays, particulièrement en Afrique du Nord (surveillance des enclaves de Ceuta et Melilla), au Moyen-Orient et en Amérique du Sud.
En 2016, le CNI compte environ 3 500 agents. En 2020, ses effectifs devraient atteindre 4 000 agents, conformément aux annonces de recrutements effectuées en juin 2016 par son directeur d'alors, Félix Sanz Roldán.

## Directeurs du CESID / CNI
- José María Bourgón López-Dóriga (1977–1979)
- Gerardo Mariñas (1979–1980)
- Narciso Carreras (1980–1981)
- Emilio Alonso Manglano (1981–1995)
- Félix Miranda (1995–1996)
- Javier Calderón (1996–2001)
- Jorge Dezcallar Manzanedo (2001–2004)
- Alberto Saiz Cortés (2004–2009)
- Félix Sanz Roldán (2009–2019)
- Paz Esteban López (2019–2020 a.i. ; 2020–2022)
- Esperanza Casteleiro (depuis 2022)

## Contrôle
Le CNI est l'objet d'un contrôle à la fois parlementaire et judiciaire.

### Contrôle parlementaire
Le Centre communique au Congrès des députés, conformément aux dispositions de son règlement et par l'intermédiaire de la commission parlementaire responsable du contrôle des crédits affectés aux budgets réservés et présidée par le Président du Congrès, les informations appropriées sur son fonctionnement et ses activités. Les réunions de la commission et les informations qu'elle recevra ont un caractère secret.

### Contrôle judiciaire
Le contrôle judiciaire du CNI est assuré par un magistrat du Tribunal suprême, désigné à la majorité qualifiée du Conseil général du pouvoir judiciaire (CGPJ).
Il doit donner son accord à l'adoption de tout type de mesure ayant pour effet ou objet la violation du domicile ou du secret de la correspondance, à condition que ces mesures se justifient par l'accomplissement des missions et fonctions du CNI.

## Controverses
L'Espagne utilise Pegasus le logiciel espion contre le mouvement indépendantiste catalan dès 2015. Selon Citizen Lab, l'activiste politique catalan et professeur universitaire Jordi Sànchez aurait été le premier indépendantiste visé en 2015 à la suite d'une manifestation à Barcelone, bien que la majorité des cas d'espionnage contre le mouvement indépendantiste catalan se sont produits entre 2017 et 2020.
Le 16 juillet 2020, Pablo Iglesias, le secrétaire général du parti Podemos et membre du gouvernement espagnol réclame l’ouverture d’une enquête parlementaire sur la surveillance par logiciel ayant visé plusieurs militants du mouvement indépendantiste catalan. Le Guardian et El Pais avaient révélé qu’au moins trois indépendantistes catalans, dont le président du Parlement de Catalogne, avaient été visés en 2019 par Pegasus.
En avril 2022, Citizen Lab a publié un rapport confirmant qu'au moins 63 individus, membres du Parlement européen en faveur de l'indépendance de la Catalogne, présidents catalans, juristes représentant des Catalans éminents et membres d'organisations catalanes telles que l'Assemblée nationale catalane et Òmnium Cultural ont été visés par Pegasus, notamment entre 2017 et 2020. Le 5 mai 2022, la responsable des services secrets espagnols, Centro Nacional de Inteligencia (CNI), Paz Esteban, a admis que des indépendantistes catalans avaient été espionnés via Pegasus, mais assure que cette surveillance a été menée dans un cadre légal.